# Księga Izajasza
Księga Izajasza [Iz] – (hebr. ישעיה Jiszaja) księga prorocka Starego Testamentu, przypisywana prorokowi Izajaszowi. Prorok Izajasz prorokował od roku około 740 p.n.e. aż do początku VII wieku p.n.e., a zatem przez około 60 lat. Wnioskujemy to na podstawie informacji znajdujących się w samej księdze – prorok zwraca się do czterech królów: Uzjasza, którego panowanie liczymy na 52 lata (791 p.n.e.), Jotama, który panował 16 lat (758 p.n.e.), Achaza, który również panował przez 16 lat (735 p.n.e.) oraz Hiskiasza/Ezechiasza, którego panowanie liczyło 29 lat (720 p.n.e.).
Przesłanie Izajasza kładzie nacisk na fakt konieczności wybawienia Judy, lecz niezbędna jest w tym współpraca ludzi z Bogiem, czego następstwem jest nawrócenie. Zapowiada, że zbawienie okaże się wydarzeniem, którego nikt na świecie nie będzie w stanie przeoczyć. Wspomina o tzw. „reszcie” z narodu Izraela, która zostanie przemieniona i stanie na czele chwalebnej przyszłości tego świętego narodu.

## Tło historyczne
Z końcem VIII wieku p.n.e. Asyria znacznie rozciągnęła swoje wpływy aż na prowincję Północnego Królestwa Izraela. W tym czasie postanowiono systematycznie przyłączać ziemie do Asyrii, czego następstwem miała być inwazja na Egipt. W odpowiedzi na poczynania Asyrii, Egipt rozpoczął starania mające na celu zachęcanie do buntów w Królestwie Północnym poprzez manewry dyplomatyczne, obiecując pomoc wszystkim, którzy przyjmą propozycję współpracy.
Samaria, która była stolicą Królestwa Północnego, upadła w roku 722 p.n.e., natomiast pozostałości po tym królestwie dołączono do Imperium Asyryjskiego. Aneksja trwała przez lata, pozostawiając tylko górzyste tereny Judy po przerwanej rewolcie króla Hiskiasza przeciwko Sancherybowi, któremu nie udała się próba zdobycia Jerozolimy (2 Krn 32). W tych burzliwych czasach prorokował Izajasz i Micheasz.Aby zrozumieć przesłanie Izajasza do ludzi z Judy, istotne jest zrozumienie historii kryzysów związanych z tymi dwoma ówczesnymi mocarstwami: Asyrią i Babilonem.
- 742 r. p.n.e. - Izajasz zaczyna swoją służbę. Szczyt potęgi Asyrii - podbija cały ówczesny świat. Jonasz wzywa do pokuty Niniwę - stolicę Asyrii ok. 750 r. p.n.e.
- Pierwszy kryzys nastąpił w roku 743. Za króla Azariasza zawiązała się koalicja przeciwko Tiglat Pileserowi z Niniwy, co zostało opisane w 2 Krl 15,29-31.
- Drugi kryzys powstał w latach 735-733. Według 2 Krl 16, próbowano zastąpić Achaza marionetkowym królem.  Achaz poprosił o pomoc króla Asyrii, co było błędem, ponieważ to tylko wzmocniło bałwochwalstwo, które Achaz promował w Judzie.
- Trzeci kryzys powstał za czasów Ozeasza, który wezwał na pomoc Egipt około roku 722 (2 Krl 17,1-6). Można o tym przeczytać w 2 Krn 17. Większy kryzys z Asyrią nastał w Jerozolimie około roku 701. W roku 713 powstał tam bunt przeciwko królestwu Asyrii. Do tego odnosi się 20 rozdział Księgi Izajasza.

- W roku 705 Hiskiasz zbuntował się przeciwko Sancherybowi, co opisał Izajasz w   rozdziałach 30-31. W roku 701 Asyria dokonała jednak najazdu na okolice Jerozolimy, co – zgodnie ze słowami króla asyryjskiego – „zamknęło Hiskiasza, Żyda, jak ptaka w klatce”. To sławne oblężenie zostało opisane w 2 Krn 32, Mich 1,10-16,  2 Krl 18-19 oraz u Iz 22.

Mamy zatem kilka związanych z Asyrią kryzysów będących tłem księgi Izajasza i jego prorockiej służby dla Judejczyków. Powstaje jednak Babilon. Niewola babilońska miała miejsce w latach 586-536 p.n.e. W drugiej połowie księgi Izajasza (rozdziały 40–66) znajdują się słowa o odnowie, nadziei i pociesze dla ludzi w niewoli. My wiemy, kiedy doszło do niewoli, ale prorok i jego słuchacze nie mieli sposobu dowiedzenia się, kiedy ona nastąpi i kiedy potrzebne będzie pocieszenie.
Judejczycy razem ze swoim prorokiem Izajaszem widzieli to wszystko. Mogli starać się interpretować zatem wydarzenia, które działy się na ich oczach. Izajasz przekazywał im słowa pochodzące od Boga, które często miały ostrzegać lud Izraela, jednak bezskutecznie. Mimo kolejnych krzywd, jakich doświadczali oraz interpretacji proroka, nie potrafili zrozumieć, że Bóg poprzez wygnanie na północy, pragnął usunąć buntowników z narodu, a także nałożyć na niego dyscyplinę oraz wskazać „reszcie”, że jest On w stanie uratować ich i przywrócić im świetność państwa, o ile nawrócą się do niego. Istnieją również wzmianki o Imperium Perskim, które stanie na miejscu Imperium Babilońskiego (Iz 39,5-8; 41,2-4; 43,14; 45,1-3). Niektórzy egzegeci nie przyjmują, że prorok mógł wiedzieć naprzód o tym, co ma się zdarzyć. Cyrus rządził w latach 700-675, a więc w tym czasie (Iz 13). Izajasz zdaje sobie sprawę z tej międzynarodowej dynamiki.

## Tematyka Księgi
Przekazem Księgi Izajasza jest to, że spodziewany ratunek od Boga Jahwe nadejdzie po oczyszczeniu narodu z niewiernych, bałwochwalców i buntowników poprzez sąd i wygnanie, podczas których oczyszczona „resztka” doczeka się chwalebnej przyszłości po powrocie do swojej ziemi. Przesłanie Izajasza kładzie nacisk na fakt konieczności wybawienia Judy lecz niezbędna jest w tym współpraca ludzi z Bogiem, czego następstwem jest nawrócenie. Zapowiada, że zbawienie okaże się wydarzeniem, którego nikt na świecie nie będzie w stanie przeoczyć. Natomiast wspomina o tzw. „reszcie” z narodu Izraela, która zostanie przemieniona i stanie na czele chwalebnej przyszłości tego świętego narodu.

## Plan Księgi

### Rozdziały 1–35. Księga o sądzie
- Rozdziały 1–5: Informacje zawierające upomnienia za grzeszność i bunt, z perspektywą chwały, jaka nadejdzie wraz z Mesjaszem.
- Rozdział 6: Powołanie Izajasza do nowej służby.
- Rozdziały 7–12: Proroctwa o nadchodzącym Mesjaszu, cudownym królu, który przez moc Ducha wprowadzi sprawiedliwość i pokój (Księga Emmanuela)
- Rozdziały 13–23: Seria wypowiedzi albo brzemion i narodami. Wszystkie okoliczne narody przedstawione są razem z ich grzesznością i buntem, a również zapowiada się ich upadek. (Księga brzemion)
- Rozdziały 24–27: Mała apokalipsa. Przesłanie skupione wokół Ziemi Izraela, zawierające pocieszenie oraz nadzieję, które da im Bóg po oczyszczeniu ich z buntu. Przyszłość, która przyjdzie po sądzie.
- Rozdziały 28–35: Izajasz mówi „biada” niewierzącym w Izraelu i wzywa do pokuty. (Księga biadania)

### Rozdziały 36–39. Interludium historyczne
- Rozdział 36: Sancheryb najeżdża na Judę. Rozdział często nazywany „Księgą Hiskiasza” opisuje wyratowanie Judy od ataku Asyryjczyków pod wodzą Sancheryba.
- Rozdział 37: Hiskiasz modli się o ratunek i Bóg interweniuje w postaci cudu, wypędzając Sancheryba przez zabicie 185Ą000 jego żołnierzy.
- Rozdział 38: Odnotowuje cudowne uwolnienie Ezechiasza od zbliżającej się śmierci dzięki wysłuchanej modlitwie.
- Rozdział 39: Opisuje niemądry pokaz skarbów Judy posłom babilońskim przez Hiskiasza, po czym ogłoszone jest proroctwo o sądzie, który nadejdzie z powodu takiej pychy. Następnie Izajasz przenosi uwagę z Asyryjczyków na przyszłe znaczenie Babilonu.

### Rozdziały 40–66. Księga pocieszenia lub Wielka odnowa
- Rozdziały 40–48: Opisują, jak Bóg uratuje swoich ludzi dzięki swojej suwerennej władzy and narodami. Powoła Cyrusa, Swojego pasterza i uratuje Swój lud z niewoli.
- Rozdziały 49–57: Mesjasz, który zgładzi grzechy ludzi i uratuje ich z wielką radością, a Jego panowanie rozciągnie swoją łaskę na wszystkich pochodzących z pogan grzeszników ufających Jahwe.
- Rozdziały 58–66: Program pokoju. Prorok zwraca swoje oczy ku dalekiej przyszłości, na wielką odnowę, w którą wchodzi nowe niebo i nowa ziemia, nowa Jerozolima a także pocieszenie, radość i świętowanie odkupionych

Warto zauważyć, że przekaz Izajasza rozpoczyna się od tego, gdzie znajduje się on w swoich czasach, a następnie sięga w przyszłość – niedaleką I ostatecznie we wspaniałą przyszłość wykraczającą poza historię ludzkości. Księga obejmuje więc ogromny zakres.

## Autorstwo Księgi Izajasza
Współczesny krytyczny pogląd nie przyjmuje tego, że księga została napisana przez jednego autora. Pogląd tradycyjny jest taki, że jest ona dziełem jednego – Izajasza. Niektórzy uczeni stawiają hipotezę, że pierwsze 39 rozdziałów zostało napisanych przez Izajasza z Jerozolimy, a rozdziały 40-66 były jednak dziełem nieznanego proroka, którego przedstawiają jako drugiego Izajasza.  

### Współczesne krytyczne podejście naukowe
- Ze względu na perspektywę historyczną, jako że Jerozolima była w ruinach, a ludzie w niewoli (w kontekście jest Babilon), rozdziały 40-66 musiałyby być napisane przez kogoś cierpiącego razem z ludem w Babilonie. Oczekiwali rychłego powrotu, ale jeszcze nie wrócili do Jerozolimy. Wzmianka o Cyrusie w tej sekcji byłaby również powodem do rozważenia późniejszej daty, ponieważ prorocy nie mogli zapowiedzieć tego precyzyjnie. Babilonowi, nie Asyrii, groził upadek.
- Odnośnie do stylu literackiego i słownictwa – każda sekcja księgi Izajasza wskazywałaby na różnych autorów. Pierwsza część – rozdziały 1-39 – jest zwięzła i zwarta.

Druga część – rozdziały 40–66 – jest dłuższa, bardziej retoryczna i pełna pasji. Teologia obu części wykazuje różnice. Najpierw skupia się na majestacie Boga oraz na sądzie nad grzechem.  Druga część podkreśla miłosierdzie Boga a także odnowę i pocieszenie dla ludzi.  
- Jeśli chodzi o przerywnik w rozdziałach 36-39 przechodzący do Hiskiasza, wskazuje on na to, że księga musiała pierwotnie zakończyć się na rozdziale 35. Ktoś potem dołączył rozdziały 36-39 jako historyczne zakończenie księgi. Następnie drugi Izajasz z czasów wygnania napisał swój materiał i został on dodany do tego zbioru[7].

Inny współczesny podział Księgi wygląda następująco:

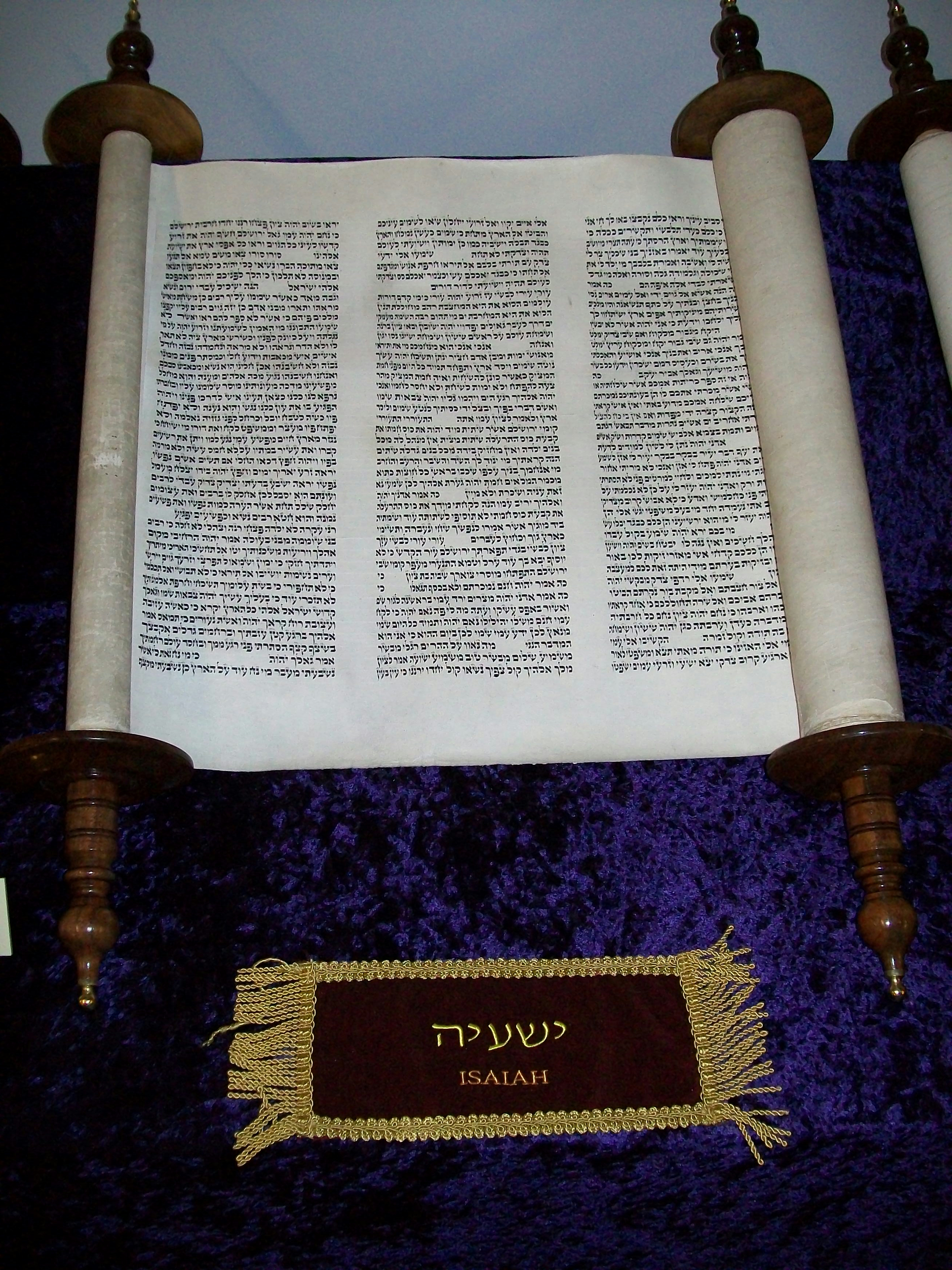

Współcześnie spotyka się dwa główne poglądy na autorstwo księgi Izajasza – jeden, tradycyjny, przypisuje autorstwo całej księgi Izajaszowi (w VIII wieku p.n.e.), natomiast drugi wyróżnia trzech redaktorów księgi:
- Proto-Izajasz (rozdziały 1-39, nazywane „Księgą gróźb”) wypowiada mowy przeciw Judzie, Jerozolimie oraz innym narodom – zwłaszcza Asyrii. Najstarsze fragmenty są datowane na VIII wiek p.n.e., ale ostatecznie zostały zredagowane i połączone z fragmentami apokaliptycznymi w VI lub V wieku p.n.e.
- Deutero-Izajasz (rozdziały 40-55, nazywane „Księgą pocieszenia”) zapowiada wyzwolenie z niewoli babilońskiej, datowany na połowę VI wieku p.n.e.
- Trito-Izajasz (rozdziały 56-66, nazywane „Księgą triumfu”) ma charakter mesjański, opisuje przyszłą chwałę Jerozolimy; datowany na koniec VI wieku p.n.e.

### Podejście tradycyjne
- Jeśli chodzi o perspektywę historyczną, tematyka obu części Księgi Izajasza różni się ze względu na kontekst historyczny. Należałoby się spodziewać, że druga połowa księgi będzie radosna, pełna chwały, nadziei, radości i pociechy w związku z powrotem z wygnania. Coś takiego byłoby niewłaściwe dla pierwszej połowy księgi, która była ostrzeżeniem przed sądem i niewolą.
- Odnośnie stylu literackiego, słownictwa i teologii - jeden Izajasz, który był sługą przez dziesięciolecia, mógł być czynny w służbie, kiedy dominowała Asyria. Tak samo wtedy, kiedy istniała jeszcze Samaria, która została zniszczona, a Juda oszczędzona oraz wtedy, kiedy król pokazał Babilończykom swoje skarby. Przekaz musiał się zmienić, kiedy dramatycznie zmieniła się historia narodu.
- Co się tyczy przejścia do Hiskiasza w rozdziałach 36–39, Izajasz umieścił je tutaj, by uformować zmianę historyczną. Wydarzenia te miały miejsce przed najazdem Sancheryba na Jerozolimę.  Fatalny pokaz skarbów Izraela dokonany przez Hiskiasza przed posłami babilońskimi stawia w centrum uwagi proroctwo o wygnaniu Judy do Babilonu, a to prowadzi do rozdziałów mówiących o pocieszeniu i przywróceniu ich.

Wszyscy egzegeci są zgodni, że rozdziały 40-66 dotyczą sytuacji w Babilonie. Przewidywanie przyszłości jest podstawową cechą proroctw biblijnych. U Daniela w rozdziałach 7–11 znajdziemy dramatyczny przykład takiej zapowiedzi. U Ezechiela w rdz. 37–48 i u Zachariasza w rdz. 8–13 znajdziemy ukazane wydarzenia w dalekiej przyszłości. Co więcej, Jezus również zapowiadał takie wydarzenia.
Księga Objawienia przewiduje rzeczy, które nie istniały w czasach słuchaczy. Biblia może zapowiadać przyszłość. I robi to. Bóg jest w stanie uratować ludzi, ponieważ potrafi przewidywać przyszłość. Nazywa te rzeczy zanim ktokolwiek o nich usłyszał. Jeżeli tradycyjny argument o autorstwie Księgi Izajasza ma się ostać, to Bóg musi być w stanie przewidzieć przyszłość.